# Polimixina
La polimixina es un antibiótico producido de manera natural por la bacteria Paenibacillus polymyxa. 
La estructura química de la polimixina consiste en decapéptidos básicos cílicos, con un alto contenido de ácido diaminobutírico, con aminoácidos dextrógiros y levógiros, con un ácido graso, generalmente el ácido metiloctanoico, y con pesos moleculares de aproximadamente 1,100 daltones. Hay 5 tipos distintos de polimixinas: A, B, C, D y E, pero únicamente los tipos B y E son utilizados como drogas quimioterapéuticas. Las demás son sumamente tóxicas.
Las polimixinas tienen un espectro de actividad limitado casi exclusivamente a los bacilos Gram negativos, incluyendo a Pseudomonas aeruginosa, E. coli, Klebsiella peneumoniae, Enterobacter, Salmonella, Shigella entre otras.
La presencia de calcio reduce la actividad antibacteriana de  las polimixinas interfiriendo con su unión a la membrana.
- Sitio blanco: Membrana externa (razón por la cual su espectro de actividad está limitado a bacterias Gram negativas).

- Mecanismo de acción: Son anfipáticas con actividad superficial. Interactúan en forma potente con los fosfolípidos y rompen la estructura de las membranas celulares. La permeabilidad de la membrana bacteriana cambia de inmediato al entrar en contacto con el fármaco. La polimixina B se une a la porción lípida A de la endotoxina (el lipopolisacárido de la membrana externa de bacterias gramnegativas) e inactiva dicha molécula.

- Resistencia: La resistencia a las polimixinas en especies normalmente susceptibles es rara (lo que quizá se debe al mínimo uso sistémico de dicho fármaco durante muchos años), pero se ha corroborado la aparición de resistencia durante el tratamiento.